# Giovanni da Murta
Giovanni da Murta (Murta, ... – Genova, 6 gennaio 1350) fu il 2º doge della Repubblica di Genova.

## Biografia
Non si conosce l'esatta data di nascita: gli storici presuppongono che Giovanni possa essere nato nei primi anni del XIV secolo nel paese di Murta in val Polcevera, oggi quartiere di Genova, da una ricca famiglia popolana, ma sua madre proveniva dalla potente famiglia patrizia degli Usodimare.

La sua elezione avvenne il 25 dicembre del 1345, a seguito della rinuncia del primo doge genovese Simone Boccanegra.
Di professione banchiere, durante il suo dogato riuscì a pacificare e a contrastare nella città di Genova le numerose lotte intestine fra le famiglie nobili genovesi, soprattutto con i Grimaldi che più volte cercarono di conquistare il capoluogo ligure. Contro di essi il doge Giovanni da Murta fece armare, da una maona di privati, una flotta navale di circa venticinque o ventinove galee comandate dall'ammiraglio Simone Vignoso. I Grimaldi furono pertanto costretti alla fuga verso Marsiglia e il doge decise di spedire tali galee nell'isola di Chio (denominata Scio e già Signoria dipendente dalla Repubblica di Genova), assediata dal Khan Ganī Bek.
L'ammiraglio Vignoso riuscì a riconquistare la colonia genovese, ma ritornato a Genova non ricevette la somma di denaro a lui promessa (secondo alcune fonti la somma ammontava alle 203.000 lire) e pertanto il doge stabilì all'ammiraglio e ai suoi soci della Maona di Chio il diritto di amministrare l'isola sfruttandone ogni risorsa, se pur nell'isola esistesse già un podestà nominato dalla repubblica.
Verso la fine del suo mandato a vita tentò con notevoli sforzi di rafforzare il dominio della repubblica in Corsica già avviato dal suo predecessore.
Si ammalò gravemente di peste, epidemia che rapidamente si diffuse gravosamente in tutta Europa, che lo portò alla morte il 6 gennaio del 1350 dopo quasi cinque anni di dogato. Fu seppellito nella cattedrale di San Lorenzo di Genova. 

Tre giorni dopo venne nominato quale terzo doge della repubblica Giovanni da Valente.
Da varie ricerche di numismatica si è potuto evincere che il secondo doge della repubblica decise di non coniare monete con le proprie iniziali, stranezza ancora oggi in fase di studio e approfondimento.